# Varamin
Varamin (en persan : ورامين), autrefois francisé en Véramine est une ville située en Iran, dans le sud de la province de Téhéran.

## Histoire
Varamin a une riche histoire, liée à celle de Rey. Après l'invasion de celle-ci par les envahisseurs mongols et timourides, un flux d'émigrés s'y est réfugié.
Parmi les monuments historiques de Varamin, on peut mentionner le mausolée de l'Imamzadeh Yahyia, construit au XIVe siècle, la mosquée de Varamin, mosquée du vendredi, de l'époque de l'Il-Khan Abu Saïd, et la citadelle sassanide d'Iraj à quelques kilomètres. Jane Dieulafoy en fait la description la première pour des lecteurs francophones en 1881.

## Universités
- IAU-Varamin